# Islandia en los Juegos Paralímpicos de Vancouver 2010
Islandia estuvo representada en los Juegos Paralímpicos de Vancouver 2010 por una deportista femenina. El equipo paralímpico islandés no obtuvo ninguna medalla en estos Juegos.